# Floy Agnes Lee
Floy Agnes "Aggie" Lee ( Naranjo Stroud ), (23 de julio de 1922, Albuquerque, Nuevo México, Estados Unidos-2018- Santa Fe, Nuevo México, Estados Unidos) fue una bióloga que trabajó en el Proyecto Manhattan en Los Álamos como técnica en hematología.

## Biografía
Aggie Lee creció en la Escuela India de Albuquerque, y después fue enviada a la Escuela Católica de St. Mary para su educación y graduándose más tarde en la escuela secundaria de Albuquerque. En 1945,  se graduó de la Universidad de Nuevo México (UNM) con una licenciatura en biología. Durante sus años universitarios, también aprendió a volar aviones y trabajó en una tienda de comestibles para pagar las lecciones de vuelo. Le faltaba un vuelo para convertirse en miembro de los Pilotos del Servicio de la Fuerza Aérea de Mujeres antes de que el programa se disolviera en 1944.
En 1945, el profesor Edward Castetter, jefe del departamento de biología de la UNM, le pidió que hiciera una investigación para él. Mientras Aggie Lee recopilaba y registraba información sobre lo que comían los indígenas de Nuevo México antes de la colonización, Castetter le pidió que pospusiera un viaje que tenía planeado para ver a los familiares de su madre para poder terminar la investigación. Mientras Lee continuaba con esta investigación, Castetter recibió una llamada de el Laboratorio Nacional de Los Álamos. Le dijeron que estaban buscando un estudiante de biología o un graduado para trabajar en el laboratorio de hematología.

## Proyecto Manhattan
En 1945 Aggie Lee aceptó este puesto en el laboratorio de hematología de Los Álamos. Recolectó y examinó muestras de sangre de los científicos del Proyecto Manhattan, incluidos Louis Hempelmann, así como Louis Slotin y Alvin Graves después del accidente del núcleo del demonio  que expuso a Slotin a una dosis fatal de radiación.
Lee dijo que aprendió a tomar muestras de sangre, leer recuentos de células sanguíneas e identificar los tipos de sangre en el trabajo, pero que se destacó en estas tareas una vez que se las enseñaron. Fue enviada a diferentes sitios del Proyecto Manhattan donde extraería sangre de las personas. Mientras trabajaba en el laboratorio de hematología en Los Álamos, le asignaron científicos específicos para monitorear, incluido Enrico Fermi .Lee y Fermi se hicieron amigos durante este tiempo. En la historia oral de Lee, realizada por la Atomic Heritage Foundation, explicó su relación con Fermi:

"Nosotros [Lee y Fermi] comenzamos a hablar sobre lo que me gustaba hacer y lo que le gustaba a él, y abordamos el tema del tenis. . Ahora bien, no sabía que se trataba de Enrico Fermi. Solo lo conocía como un número, porque no daban nombres. Así que jugaríamos al tenis. Esto fue antes de que se lanzara la bomba, y luego también. Era un hombre bajito y tenía un sombrerito divertido".

Después de que las bombas atómicas fueran detonadas sobre Hiroshima y Nagasaki, le dijeron a Lee que había estado jugando al tenis con un ganador del Premio Nobel durante meses. Estaba sorprendida y su respuesta fue: 
"'Oh, no puedo creer eso'. Porque siempre le ganaba en tenis. Así que cuando salimos a jugar tenis más tarde, no le gané. Traté de no hacerlo. Nos hicimos muy, muy buenos amigos".

## Trabajo de posguerra
Tras la guerra, Fermi animó a Lee a continuar sus estudios en la Universidad de Chicago quien se mudó allí para comenzar su doctorado en biología y trabajar en el Laboratorio Nacional de Argonne. Continuó estudiando, trabajando en el laboratorio y criando a su hijo después de que su esposo falleciera de cáncer. Después de 14 años, recibió su doctorado. Más tarde trabajó en el Laboratorio de Propulsión a Chorro en California y volvió a trabajar en el Laboratorio Nacional de Los Álamos antes de jubilarse.
Floy Agnes "Aggie" Lee murió en 2018 a la edad de 95 años